# Arik Einstein
Arik Einstein (hebrejsky אריק איינשטיין‎, 3. ledna 1939 – 26. listopadu 2013) byl izraelský zpěvák, hudební skladatel a herec.

## Život
Arik Einstein se narodil v Tel Avivu v roce 1939. V roce 1959 po ukončení základní vojenské služby se zapojil do hudební a divadelní skupiny Bacal jarok. Zpočátku vystupoval pod jménem Ari Goren. První album vydal roku 1960. Vystupoval tehdy se skupinou Šlišjat gešer ha-Jarkon, společně s umělci jako Jehoram Ga'on, Benny Amdurski nebo později Jisra'el Gurion. Věnoval se i herectví. V roce 1964 měl roli v úspěšné filmové komedii Salach šabati. Roku 1966 vydal první plně sólové album Šar bišvilech (Píseň pro tebe) a rok poté se přidal ke skupině ha-Chalonot ha-gvohim. Roku 1968 následovalo album Mazal gedi (Kozoroh), které nemělo větší úspěch. Zároveň ale společně s Šalomem Chanochem utvořil skupinu ha-Čerčilim (The Churchills), jejíž album Puzi je považováno za první izraelské rockové album. Na něm byla zahrnuta i skladba Prag (Praha), kterou Einstein prezentoval jako protest proti invazi vojsk Varšavské smlouvy do Československa.
V 70. letech Einstein nadále kombinoval hudební a herecké aktivity. Hrál v komediálním seriálu Lul. V roce 1982 se zhoršilo jeho zdraví poté, co prodělal vážnou dopravní nehodu. V roce 2010 byl podle statistik nejhranějším interpretem v izraelských rozhlasových stanicích. Mezi jeho největší hity patří skladby Ani ve ata (Já a ty), Sa le’at (Řiď pomalu), Ješ li ahava (Mám lásku) nebo Atur micchech (Tvé čelo je korunované).
Kromě hudby se věnoval sportu. Patřil mezi izraelské přeborníky ve skoku do výšky a byl dlouholetým fanouškem fotbalového klubu Hapoel Tel Aviv. Byl dvakrát ženatý. První manželka Alona zemřela na rakovinu v roce 2006. Měl s ní dvě dcery. Další dvě dcery měl se svou druhou manželkou. Zemřel náhle v listopadu 2013 na rozsáhlé aneurysma v telavivské nemocnici Ichilov, kam ho sanitka převezla z jeho domu. Zemřel na operačním sále před 11. hodinou večer, 26. listopadu. Jeho úmrtí komentovaly špičky izraelského veřejného a politického života. Premiér Benjamin Netanjahu označil jeho písně za „soundtrack Izraele.“ Prezident Šimon Peres prohlásil: „Psal své písně během našich těžkých časů i těch optimistických. Miloval jsem jeho skladby a věděl jsem to, co mnozí jiní: nebyl nikdo takový jako on.“